# Xams al-Din al-Xujai
Xams-ad-Din aix-Xujaí, Xams ibn aix-Xujaí o Xams-ad-Din ibn Xujai al-Misrí fou un historiador mameluc egipci del temps d'an-Nàssir Muhàmmad ibn Qalàwun (1293-1294) i successors. Va escriure una història del regnat titulada Tarikh al-Màlik an-Nàssir Muhàmmad b. Qalàwun as-Salihí wa-awladi-hi. Només se'n conserva un fragment.